# Хэллоуин (Американская история ужасов)
«Хэллоуин» (англ. Halloween) — четвёртый и пятый эпизоды первого сезона американского телесериала «Американская история ужасов». Премьера четвертого состоялась 26 октября 2011 года, а пятого 2 ноября. Сценаристом обоих эпизодов является Дэвид Семел. Режиссёром четвертого эпизода является Джеймс Вонг, а пятого Тим Майнир. Четвертому эпизоду был присвоен рейтинг TV-MA (LSV), а пятому TV-MA (LV).
Первый их двух эпизодов был номинирован на «Прайм-таймовую премию „Эмми“» в номинации «За Выдающиеся костюмы для Мини-сериалов или Специального кино».
В этом эпизоде, умершие жители и владельцы дома помогают семье Харманов украсить дом, в то время, как призраки умерших подростков преследуют Тейта (Эван Питерс) и Вайолет (Таисса Фармига). Кейт Мара была приглашенной актрисой в эпизоде, сыграв Хейден Макклейн, студентку, с которой Бен изменил жене. Закари Куинто также был приглашен в эпизод и сыграл гея и бывшего владельца дома — Чеда Варвика.

## Сюжет эпизодов

### Часть 1

#### 2010 год
Чед (Закари Куинто) готовится к Хэллоуину и просит своего возлюбленного Патрика (Тедди Сирс) помочь ему. Они ссорятся, так как в последнее время Патрик недоволен Чедом в сексуальном плане. Последний напоминает, что украшает дом в надежде, что кто-то купит его. Они хотели завести ребенка, но сейчас им не до этого.
Позже Чед готовится к вечеринке, и тут в комнату заходит человек в латексном костюме. Он думает, что это Патрик, и просит у него прощение за свое поведение, но тот начинает топить его в бочке с яблоками. В комнату заходит настоящий Патрик.

#### 2011 год
Вивьен (Конни Бриттон) и Бен (Дилан Макдермотт) обсуждают с Марси (Кристин Эстабрук) проблемы с продажей дома, и та рекомендует нанять им людей, которые украсили бы их дом на Хэллоуин. Марси напоминает о дурной славе дома и о том, как ночью Трой (Бодхи Шульц) и Брайан (Кай Шульц) забросали дом яйцами. В доме Лэнгдонов, Трэвис (Майкл Грациадей) читает Аделаиде (Джейми Брюэр) книгу о Хэллоуине, когда на кухню заходит Констанс (Джессика Лэнг). Она отправляет своего юного любовника в магазин и подозревает, что Аделаида пытается соблазнить его. Констанс спрашивает у своей дочери, кем та будет на Хэллоуин. Аделаида отвечает, что хочет быть красоткой, но мать отказывает ей и говорит, что она будет Снупи.
Ларри Харви (Денис О’Хэр) шантажом требует у Бена десять тысяч долларов, но тот грубо прогоняет его. Бен вызывает Тейта к себе на сеанс. Он говорит, что не может продолжать лечение здесь из-за симпатии Тейта к Вайолет (Таисса Фармига), но готов встретиться с ним вне дома. Люк (Моррис Честнат) устанавливает в доме систему безопасности и рассказывает Вивьен о ней. Мойра (Фрэнсис Конрой) получает от Вивьен отгул, чтобы навестить маму. На пороге дома Вивьен встречает Чеда и Патрика, которых принимает за людей Марси. Вместе с Вивьен и Беном они вырезают фонарики из тыков. Чед говорит, что беседку лучше разрушить, из-за чего Бен нервничает и случайно режется ножем. Патрик перевязывает рану, а затем пытается соблазнить Бена, но получает отказ. Чед рассказывает Вивьен о неверности Патрика и как вычисляет его по телефонным счетам.
Эдли (Аделаида) вновь пробирается в дом и пугает Вайолет, выпрыгнув из-под кровати. Она говорит, что хочет быть красоткой и Вайолет наносит ей макияж. Эдли говорит, что Тейту нравится Вайолет. Констанс ругает дочь за макияж и требует смыть его. Она говорит, что ей стыдно ходить с ней по улице. Тейт пугает Вайолет в подвале, надев латексный костюм. Они решают призвать дух Чарльза Монтгомери (Мэтт Росс) и Тейт рассказывает его историю. Он нелегально делал аборты, пока ухажер одной из девушек не похитил их сына Таддеуса (Бен Вулф). Полиция нашла его разрезанным на куски. Доктор решил обмануть смерть и воскресить сына. Тейт говорит, что из него получилось нечто страшное, которое до сих пор обитает в подвале. Вайолет не верит ему. Она просит провести свидания с ним вне дома, и Тейт соглашается.
На следующий день Тейт и Бен проводят своей сеанс в кафе. Они говорят о Вайолет, и Бен рассказывает, что он тоже был трудным подростком, и ему повезло обрести эту семью. Констанс дарит Эдли маску красотки. Вивьен говорит Бену, что проверила телефонные счета и узнала о звонках к Хейден (Кейт Мара). Бен уверяет, что с ней все покончено. Тут Хейден звонит Вивьен, но та не берет трубку. Чед ругает Бена и Вивьен за банальные костюмы и начинает психовать, что только он старается украсить дом. Он просит супругов уйти, и в ярости Вивьен прогоняет нетрадиционную пару. Она говорит, что больше не может доверять Бену. Вдруг ребенок начинает пинаться, и они уезжают в больницу.
Эдли звонит в дом Хармонов, но Вайолет громко слушает музыку и не слышит ее. Она хочет пойти с группой девушек, но на дороге её сбивает машина. В больнице Вивьен делают ультразвуковое исследование. Доктор говорит, что срок ребенка на вид больше восьми недель, а затем падает в обморок. Констанс пытается оттащить своего ребенка на лужайку дома, чтобы она вернулась призраком, но не успевает. Эдли умирает до этого. Мойра навещает мать в доме престарелых. Она находится в коматозном состоянии и подключена к аппарату искусственного дыхания. Мойра просит прощения, что ее не было рядом, а после отключает мать от системы жизнеобеспечения. Дух матери просит Мойру уйти с ней, но та не может.
Ларри стучится в дверь. Вайолет звонит отцу, и тот просит не открывать. За спиной девушки появляется человек в латексе. Бен и Вивьен возвращаются, но не находят дочь в доме. За дверью дома стоит Хейден.

### Часть 2
Вайолет Хармон разговаривает по телефону с Беном, и за ее спиной появляется человек в латексе. Он исчезает, и Вайолет идет в свою комнату. К ней тянется рука из-под кровати, но Тейт бросает камень в окно, чем отвлекает девушку. Он уводит ее на свидание на пляж. Родители Вайолет приезжают домой. Вивьен звонит Вайолет, и узнает где она. В дверь стучится Хейден. Бен берет нож, чтобы отпугнуть ее, а Вивьен говорит, что его достали дети. Она находит такое поведение странным и говорит о переезде Бена.
Во дворе Бен находит Ларри Харви, которого сразу же начинает избивать. Он считает, что мужчина подстроил смерть Хейден, а сейчас они оба шантажируют его. Ларри намекает на то, что Хейден стала призраком, но тот не верит в это. Ларри просит убить его прямо здесь, но Бен бросает его. Люк приходит в дом, так как сработала сигнализация. Вивьен убеждает его, что все нормально. Вайолет и Тейт целуются на пляже. Девушка хочет большего, но Тейт говорит, что нужно подождать. Затем он произносит речь о бесполезности школы и своей ненависти к ней. Тут приходит толпа подростков с ужасными шрамами, которые собираются отомстить Тейту за то, что он сделал.
Вивьен собирается принять ванну. Ей звонит Хейден. Вивьен рассказывает, что в двадцать лет тоже влюбилась в женатого мужчину, но добром это не кончилось, так как все подобные романы не имеют будущего. Хейден просит спросить Бена о Бостоне, после чего на запотевшем зеркале появляется надпись «Спроси его». Женщина испугано бежит к своему мужу и просит вызвать полицию, но тот говорит ей успокоиться. Бен находит Хейден в подвале, где девушка выговаривает за ее могилу под беседкой. Бен считает, что у нее поехала крыша, и Ларри использует ее, чтобы получить деньги. Тут сам Ларри оглушает Бена лопатой.
Чед Варвик разрушает все украшения во дворе и злится на Вивьен за испорченный праздник. Она хочет прогнать его, но Чед отвечает, что так просто это у нее не получится. Вивьен бежит дом и видит дым, идущий из ванной. Открыв дверь, он видит, как все горит. Вайолет расспрашивает Тейта о тех подростках. Он объясняет, что это обычные задиры из старшей школы. Они видят в окно, как эта компания подходит к дому. Хейден вновь звонит Вивьен и просит оценить ее «сюрприз» на кухне. Там Вивьен видит, как что-то красное взрывается в микроволновке и думает, что это ее собака. Вайолет пытается прогнать школьников. Они просят узнать ее об инциденте в школе Вестфилд. Тейт переключает их внимания на себя и убегает. Они направляются вслед за ними. Вайолет звонит в полицию, но ее прерывает Констанс. Она говорит о смерти Эдли и просит идти с ней.
Вивьен находит свою собачку живой и видит Хейден. Та прямо говорит, что Бен — убийца. Они узнают о беременности друг друга, и Хейден собирается убить Вивьен. Ларри разливает бензин по кухне, что замечает Чед, и тот уходит. Нора (Лили Рэйб) развязывает Бена, чтобы тот защитил своего ребенка. Хейден собирается вырезать ребенка осколком из Вивьен, когда приходит Бен. Он рассказывает, что он ездил в Бостон из-за Хейден и их роман продолжался после того, как Вивьен застукала их. Люк наводит пистолет на Хейден, та бросает осколок. Констанс рассказывает Вайолет, что накрасила Эдли в морге, чтобы та всегда оставалась красоткой. Она признается, что Тейт — ее сын, и просит Вайолет сохранить секрет о смерти его сестры.
Подростки догоняют Тейта на пляже и спрашивают, за что он их расстрелял, так как они ему ничего не сделали. Он просит прощения, но ничего не может объяснить, считая их плодом своего воображения. Компания уходит. Призраки безвольно возвращаются в дом. Мойра рассказывает Чеду о смерти своей матери. Чед ссорится с Патриком из-за его очередной измены. Все жалуются на свою судьбу. Люк везет Хейден в полицию и говорит, что она сядет в тюрьму. Позже она просто исчезает из машины. Бен собирает вещи, прощается с женой и уезжает из дома.

## Отзывы критиков
Критик Мэтт Фаулер из IGN дал четвертому эпизоду оценку 8 из 10, описывая этот эпизод как «Довольно тревожная возня», добавив, что смерть Аделаиды была неожиданной и что реакция Констанс к смерти её дочери была «мучительной». Тодд ВанДирВифф из издания The A.V. Club дал четвертому эпизоду оценку С+, а пятому В .
Во время трансляции премьерного эпизода на телевидении, эпизод «Хэллоуин (часть 1)» посмотрело 2,96 млн зрителей, получив долю 1,7 по рейтингам в категории зрителей от 18 до 49. Вторая часть получила долю 1,6 рейтингов среди взрослых от 18 до 49.

## Награды и номинации
| Год  | Номинируемая работа  | Номинация                                                              | Результат |
| ---- | -------------------- | ---------------------------------------------------------------------- | --------- |
| 2011 | «Хэллоуин (часть 1)» | «За Выдающиеся костюмы для Мини-сериалов или Специального кино» (Эмми) | Номинация |